# Большой адронный коллайдер
Большо́й адро́нный колла́йдер, сокращённо БАК (англ. Large Hadron Collider, сокращённо LHC) — ускоритель заряженных частиц на встречных пучках, предназначенный для разгона протонов и тяжёлых ионов (ионов свинца) и изучения продуктов их соударений. Построен в ЦЕРНе (Европейский совет ядерных исследований), находящемся около Женевы, на границе Швейцарии и Франции.
БАК является самой крупной экспериментальной установкой в мире.
«Большим» назван из-за своих размеров (длина основного кольца ускорителя составляет 26 659 м), «адронным» — из-за того, что ускоряет адроны (протоны и тяжёлые ядра атомов), «коллайдером» (англ. collider — сталкиватель) — из-за того, что два пучка ускоренных частиц сталкиваются во встречных направлениях в специальных местах столкновения — внутри детекторов элементарных частиц.
БАК сделал возможным столкновения протонов с суммарной энергией 13 ТэВ в системе центра масс налетающих частиц, что является мировым рекордом.
В строительстве и исследованиях участвовали и участвуют более 10 тысяч учёных и инженеров более чем из 100 стран, в том числе и из России (участие учёных из России, за исключением ОИЯИ, прекращено с 2024 г.).

## История и планы

### Строительство
Идея проекта Большого адронного коллайдера родилась в 1984 году и была официально одобрена десятью годами позже. Его строительство началось в 2001 году, после окончания работы предыдущего ускорителя — Большого электрон-позитронного коллайдера.
Руководитель проекта — Линдон Эванс.
19 ноября 2006 года закончено строительство специальной криогенной линии для охлаждения магнитов.
27 ноября 2006 года в туннеле был установлен последний сверхпроводящий магнит.

### Испытания и эксплуатация

#### 2008 год. Запуск. Авария
К середине сентября 2008 года была успешно завершена первая часть предварительных испытаний. Команде БАК удалось запустить и непрерывно удерживать циркулирующий пучок. Запущенные пучки протонов успешно прошли весь периметр коллайдера по и против часовой стрелки. Это позволило 10 сентября объявить об официальном запуске коллайдера. Однако менее чем через 2 недели после этого в ходе испытаний магнитной системы 19 сентября произошла авария — квенч, в результате которой БАК вышел из строя. Один из электрических контактов между сверхпроводящими магнитами расплавился под действием возникшей из-за увеличения силы тока электрической дуги, которая пробила изоляцию гелиевой системы охлаждения (криогенной системы), что привело к деформации конструкций, загрязнению внутренней поверхности вакуумной трубы частичками металла, а также выбросу около 6 тонн жидкого гелия в туннель. Эта авария заставила остановить коллайдер на ремонт, который занял остаток 2008 и бо́льшую часть 2009 года.

#### 2009—2014 годы. Работа на пониженной энергии (Run1)
В 2009—2013 годы коллайдер работал на пониженной энергии. Сначала
протон-протонные столкновения проводились на весьма скромной по меркам БАК энергии 1180 ГэВ на каждый пучок, что тем не менее позволило БАК побить предыдущий рекорд, принадлежавший ускорителю Тэватрон. Вскоре после этого энергия пучков была поднята до 3,5 ТэВ, а потом, в 2012 году, энергия пучков достигла 4 ТэВ. Кроме рекорда по энергии протонов в пучках, попутно на БАК был установлен мировой рекорд пиковой светимости для адронных коллайдеров — 4,67⋅1032 см−2·сек−1; предыдущий рекорд также был установлен на Тэватроне. Наиболее известным научным результатом работы коллайдера за этот период стало открытие Бозона Хиггса.
Этапы набора статистики в протон-протонных столкновениях чередовались с периодами столкновения тяжёлых ионов (ионов свинца). Также коллайдер проводил протон-ионные столкновения.
Практически целиком 2013—2014 годы заняла модернизация коллайдера, в ходе которой столкновения не проводились.

#### 2015—2018 годы (Run2)
В 2015 году протоны были разогнаны до 6,5 ТэВ и начался сбор научных данных на полной энергии столкновений 13 ТэВ. С ежегодными перерывами на зиму, собирается статистика протон-протонных столкновений. Конец года принято отдать физике тяжёлых ионов. Так, в ноябре и начале декабря 2016 г. около месяца проводились столкновения протонов с ядрами свинца. Осенью 2017 года прошёл пробный сеанс столкновений ядер ксенона, а в конце 2018 года в течение месяца проводились столкновения ядер свинца.

#### 2018—2022. Техническая пауза (LS2)
Длинная техническая пауза (Long Shutdown 2 — LS2) началась 10 декабря 2018, для проведения обслуживания и модернизации БАКа и всего ускорительного комплекса ЦЕРНа. Цель модернизации реализация проекта Большого адронного коллайдера высокой светимости, который должен увеличить светимость в 10 раз. Проект Большой адронный коллайдер высокой светимости должен заработать примерно к 2030 году. Перед его запуском, в 2020-х годах планируется проведение технической паузы LS3.

#### 2022 (Run3)
БАК снова был запущен 22 апреля 2022 с обновлённой максимальной энергией в 6,8 ТэВ, которую удалось получить 25 апреля. Ожидается, что этот этап работы продлится до 2026 года.
В июле 2022 года Большой адронный коллайдер был готов к третьему раунду экспериментов. Теперь уровень энергии составит 13,6 ТэВ.
В ноябре 2022 года ЦЕРН остановил работу БАК из-за экономии энергии. The Wall Street Journal писала, что в пиковые часы ЦЕРН потребляет около трети объёма энергии, необходимой для обеспечения Женевы, рядом с которой он расположен.

### Протест против российских соавторов
В марте 2022 года, после российского вторжения на Украину, часть западных и украинских ученых выдвинула отказ от соавторства работ с российскими и белорусскими коллегами, составляющими около 7 % от общего коллектива ЦЕРН. Важным аргументом в пользу прекращения сотрудничества с российскими учеными стало обращение Российского союза ректоров в поддержку войны в Украине.
Это привело к ситуации, в которой научное сообщество не смогло прийти к договорённости об авторстве готовых к публикациям совместных работ: 70 исследований были выложены на препринт-портале arXiv без списка авторов и спонсоров.
В декабре 2023 года ЦЕРН объявил о прекращении сотрудничества с Россией с ноября 2024 года, проголосовав за исключение России из списка партнёров ЦЕРН, а также за окончание работы на коллайдере учёных с аффилиацией в российских НИИ и вузах (за исключением Объединённого института ядерных исследований, находящегося в Дубне, но являющегося международной организацией).

### Финансирование проекта
В 2001 году ожидалось, что общая стоимость проекта составит около 4,6 млрд швейцарских франков (3 млрд евро) за сам ускоритель (без детекторов) и 1,1 млрд швейцарских франков (700 млн евро) составит доля ЦЕРН в проведении экспериментов (то есть в строительстве и обслуживании детекторов).
Строительство БАК было одобрено в 1995 году с бюджетом 2,6 млрд швейцарских франков (1,6 млрд евро) и дополнительными 210 млн швейцарских франков (140 млн евро) на эксперименты (то есть детекторы, сбор и обработку данных). В 2001 году эти расходы были увеличены на 480 млн франков (300 млн евро) в части ускорителя и 50 млн франков (30 млн евро) в части экспериментов (расходы, относящиеся непосредственно к ЦЕРН), что вследствие сокращения бюджета ЦЕРН привело к сдвигу планируемых сроков введения с 2005 года на апрель 2007 года.
Бюджет проекта по состоянию на ноябрь 2009 года составил 6 млрд долл. для строительства установки, которое продолжалось семь лет. Ускоритель частиц создавался под руководством ЦЕРН. В проекте было задействовано примерно 700 специалистов из России, которые участвовали в разработке детекторов БАК. Общая стоимость заказов, которые получили российские предприятия, по некоторым оценкам, достигала 120 млн долл.

Официальная стоимость проекта БАК не включает стоимости ранее существовавших в ЦЕРН инфраструктуры и наработок. Так, основное оборудование БАК смонтировано в тоннеле ранее существовавшего коллайдера LEP, при этом использовалось многокилометровое кольцо SPS в качестве предварительного ускорителя. Если бы БАК пришлось строить с нуля, его стоимость оказалась бы заметно выше.

### Планы развития

#### Далёкие планы
Также обсуждается возможность проведения столкновений протонов и электронов (проект LHeC). Для этого потребуется пристроить линию ускорения электронов. Обсуждаются два варианта: пристройка линейного ускорителя электронов и размещение кольцевого ускорителя в том же тоннеле, что и LHC. Ближайшим из реализованных аналогов LHeC является немецкий электрон-протонный коллайдер HERA. Отмечается, что в отличие от протон-протонных столкновений, рассеяние электрона на протоне — это очень «чистый» процесс, позволяющий изучать партонную структуру протона намного внимательнее и аккуратнее.
Считается, что с учётом всех модернизаций LHC проработает до 2034 года, но уже в 2014 году в ЦЕРНе было принято решение проработать варианты дальнейшего развития в области физики высоких энергий. Начато изучение возможности строительства коллайдера периметром до 100 км. Проект получил название FCC (Future Circular Collider), он объединяет последовательное создание электрон-позитронной машины (FCC-ee) с энергией 45—175 ГэВ в пучке для изучения Z-, W-, Хиггс-бозонов и t-кварка, а затем, в том же тоннеле, адронного коллайдера (FCC-hh) на энергию до 100 ТэВ.

## Задачи и результаты

### Поставленные задачи
Главная задача Большого адронного коллайдера — достоверно обнаружить хоть какие-нибудь отклонения от Стандартной модели — совокупности теорий, составляющих современное представление о фундаментальных частицах и взаимодействиях. Несмотря на свои преимущества, она имеет и трудности: не описывает гравитационное взаимодействие, не объясняет существования тёмной материи и тёмной энергии. Коллайдер должен помочь ответить на вопросы, неразрешённые в рамках Стандартной модели.

#### Поиск Новой физики и проверка экзотических теорий
Стандартная модель не даёт унифицированного описания всех фундаментальных взаимодействий и должна, по мнению теоретиков, быть частью некоторой более глубокой теории строения микромира, которая видна в экспериментах на коллайдерах при энергиях ниже 1 ТэВ. Главная задача Большого адронного коллайдера, где доступны бо́льшие энергии, — получить хотя бы первые намёки на то, что это за более глубокая теория. Разработано большое число кандидатов на такую теорию — их и называют «Новая физика». Говорят также об «экзотических моделях» — многочисленных необычных идеях относительно устройства мира, которые были выдвинуты в последние годы. К ним относятся теории с сильной гравитацией на масштабе энергий порядка 1 ТэВ, так называемые Теории великого объединения, модели с большим количеством пространственных измерений, преонные модели, в которых кварки и лептоны сами состоят из частиц, модели с новыми типами взаимодействия и новыми частицами. Все они не противоречат имеющимся экспериментальным данным, но во многом по причине ограниченности последних. Ожидается, что результаты, полученные на БАК, помогут подтвердить или опровергнуть предсказания различных теорий.

#### Поиск суперсимметрии
Один из путей объединения законов всех фундаментальных взаимодействий в рамках единой теории — гипотеза «суперсимметрии», в рамках которой предполагается существование более тяжёлого партнёра у каждой известной элементарной частицы. Основанные на ней теории наиболее популярны в области «Новой физики» (в частности, именно суперсимметричные частицы рассматриваются в качестве кандидатов на роль гипотетических частиц тёмной материи), и поиск её экспериментальных подтверждений является одной из главных задач работы БАК.

#### Изучение хиггсовского механизма нарушения электрослабой симметрии
Важным моментом на пути к более полной, чем Стандартная модель, теории, является изучение хиггсовского механизма нарушения симметрии электрослабого взаимодействия. Его, в свою очередь, удобнее всего исследовать через открытие и изучение бозона Хиггса. Он является квантом так называемого поля Хиггса, при прохождении через которое частицы обретают свою массу. Существование хиггсовского бозона было предсказано в 1964 году, и его поиск стал одной из основных целей проекта БАК. После долгожданного объявления об открытии этой частицы в 2012 году научная программа LHC предполагает многочисленные задачи по доскональному изучению его свойств.

#### Изучение топ-кварков
Топ-кварк — самый тяжёлый кварк и вообще самая тяжёлая из открытых пока элементарных частиц. Из-за своей большой массы (и, как следствие, энергии, необходимой для его рождения) до Большого адронного коллайдера он был получен лишь на одном ускорителе — Тэватроне, согласно последним (2016 год) результатам которого, масса топ-кварка составляет 174,30 ± 0,65 ГэВ/c². Тот факт, что это намного больше, чем для всех остальных кварков, говорит о вероятной важной роли топ-кварков в механизме нарушения электрослабой симметрии. Кроме того, топ-кварки служат и удобным рабочим инструментом для изучения хиггсовского бозона, одним из наиболее важных каналов рождения которого является ассоциативное рождение вместе с топ-кварк-антикварковой парой, и для того, чтобы надёжно отделять такие события от фона, также необходимо внимательное исследование свойств самих топ-кварков.

#### Изучение кварк-глюонной плазмы
Помимо протон-протонных столкновений, программа работы Большого адронного коллайдера предполагает также (примерно в течение одного месяца в году) столкновения тяжёлых ионов. При столкновении двух ультрарелятивистских ядер образуется и затем распадается плотный и очень горячий комок ядерного вещества — кварк-глюонной плазмы. Понимание явлений, происходящих при переходе в это состояние, в котором находилось вещество в ранней Вселенной, и его последующем остывании, когда кварки становятся связанными, нужно для построения более совершенной теории сильных взаимодействий, полезной как для ядерной физики, так и для астрофизики.

#### Изучение фотон-адронных и фотон-фотонных столкновений
Протон, будучи электрически заряженным, окружён электростатическим полем, которое можно рассматривать как облако виртуальных фотонов. Ультрарелятивистский протон порождает поток летящих рядом с ним почти реальных фотонов, который становится ещё сильнее в режиме ядерных столкновений. Эти фотоны могут столкнуться со встречным протоном, порождая типичные фотон-адронные столкновения, или даже друг с другом. Таким образом, при исследовании столкновения протонов косвенно изучается и взаимодействие вещества с фотонами высоких энергий, представляющее большой интерес для теоретической физики.

#### Исследование антиматерии
Антиматерия должна была образоваться в момент Большого взрыва в таком же количестве, что и материя, однако сейчас во Вселенной её не наблюдается — этот эффект называется барионной асимметрией Вселенной. Эксперименты на Большом адронном коллайдере могут помочь объяснить его.

### Вопросы безопасности
Значительная доля внимания со стороны представителей общественности и СМИ связана с обсуждением катастроф, которые могут произойти в связи с функционированием БАК. Наиболее часто обсуждается опасность возникновения микроскопических чёрных дыр с последующей цепной реакцией захвата окружающей материи, а также угроза возникновения страпелек, гипотетически способных преобразовать в страпельки всю материю Вселенной.

### Научные результаты
Благодаря большей энергии по сравнению с предшествовавшими коллайдерами, БАК позволил «заглянуть» в недоступную ранее область энергий и получить научные результаты, накладывающие ограничения на ряд теоретических моделей.
Краткий перечень научных результатов, полученных на коллайдере:
- открыт Бозон Хиггса, его масса определена как 125,09 ± 0,21 ГэВ[17][18][19];
- при энергиях до 8 ТэВ изучены основные статистические характеристики протонных столкновений — количество рождённых адронов, их распределение по быстроте, бозе-эйнштейновские корреляции мезонов, дальние угловые корреляции, вероятность остановки протона;
- показано отсутствие асимметрии протонов и антипротонов[59];
- обнаружены необычные корреляции протонов, вылетающих в существенно разных направлениях[60];
- получены ограничения на возможные контактные взаимодействия кварков[61];
- получены более веские, по сравнению с предыдущими экспериментами[62], признаки возникновения кварк-глюонной плазмы в ядерных столкновениях[63];
- исследованы события рождения адронных струй;
- подтверждено существование топ-кварка, ранее наблюдавшегося только на Тэватроне;
- обнаружено два новых канала распада Bs-мезонов[64][65], получены оценки вероятностей сверхредких распадов B- и Bs-мезонов на мюон-антимюонные пары[66][67];
- открыты новые, теоретически предсказанные частицы {\displaystyle \chi _{b}(3P)}[68], {\displaystyle \Xi _{b}^{*0}}[69], {\displaystyle \Lambda _{b}^{0*}(5912)} и {\displaystyle \Lambda _{b}^{0*}(5920)}[70];
- получены первые данные протон-ионных столкновений на рекордной энергии[22], обнаружены угловые корреляции, ранее наблюдавшиеся в протон-протонных столкновениях[71][72];
- объявлено о наблюдении частицы Y(4140), ранее наблюдавшейся лишь на Тэватроне в 2009 г[73].

Также, были предприняты попытки обнаружить следующие гипотетические объекты:
- лёгкие чёрные дыры[75];
- возбуждённые кварки[76];
- суперсимметричные частицы[77];
- лептокварки[78];
- неизвестные ранее взаимодействия и их частицы-переносчики (например, W'- и Z'-бозоны)[79].

Несмотря на безуспешный итог поиска указанных объектов, были получены более строгие ограничения на минимально возможную массу каждого из них. По мере накопления статистики, ограничения на минимальную массу перечисленных объектов становятся жёстче.
Прочие результаты
- Результаты работы эксперимента LHCf, работавшего в первые недели после запуска БАК, показали, что энергетическое распределение фотонов в области от нуля до 3,5 ТэВ плохо описывается программами, моделирующими данный процесс, приводя к расхождениям между реальными и модельными данными в 2—3 раза (для самой высокой энергии фотонов, от 3 до 3,5 ТэВ, все модели дают предсказания, почти на порядок превышающие реальные данные)[80].
- 15 ноября 2012 коллаборацией CMS было объявлено о наблюдении частицы Y(4140) с массой 4148,2 ± 2,0 (стат) ± 4,6 (сист) МэВ/c² (статистическая значимость более 5σ), ранее наблюдавшейся лишь на Тэватроне в 2009 г. Наблюдения сделаны в ходе обработки статистики 5,2 фб−1 столкновений протонов на энергии 7 ТэВ. Наблюдаемый распад данной частицы на J/ψ-мезон и фи-мезон не описывается в рамках Стандартной модели[73][81].
- 5 июля 2022 LHCb обнаружил три новые экзотические частицы: неизвестный ранее вид пентакварков и первую в мире пару тетракварков, в которую входит новый тип тетракварков[82].

## Конструкция, компоненты и характеристики

### Конструкция
Ускоритель расположен в том же туннеле, который прежде занимал Большой электрон-позитронный коллайдер. Туннель с длиной окружности 26,7 км проложен под землёй на территории Франции и Швейцарии. Подземное расположение продиктовано снижением стоимости строительства, минимизацией влияния на эксперименты элементов ландшафта, а также улучшением радиационной защиты. Глубина залегания туннеля — от 50 до 175 метров, причём кольцо туннеля наклонено примерно на 1,4 % относительно поверхности земли, что сделано в основном также из экономических соображений.
Ускорительное кольцо состоит из 8 дуг (так называемых секторов) и вставок между ними — прямых участков, на концах которых расположены переходные зоны. Единичным рабочим участком называется октант — область между серединами соседних дуг со вставкой в центре; кольцо содержит таким образом 8 октантов. Оно состоит из узкой вакуумной трубы, движение частиц в которой управляется с помощью электромагнитных устройств: поворотных и фокусирующих магнитов, ускоряющих резонаторов.

#### Магнитная система
В секторах установлены поворотные дипольные магниты (154 в каждом секторе, всего 1232), благодаря полю которых сгустки протонов постоянно поворачиваются, оставаясь внутри ускорительного кольца. Эти магниты представляют собой обмотку из кабеля, содержащего до 36 жил 15-миллиметровой толщины, каждая из которых состоит, в свою очередь, из очень большого числа (6000-9000) отдельных волокон диаметром 7 мкм. Совокупная длина кабелей — 7600 км, отдельных жил — 270000 км. Кабели сделаны из низкотемпературного сверхпроводника ниобий-титан и рассчитаны на работу при температуре 1,9 К (−271,3 °C), поддерживаемой с помощью сверхтекучего гелия. Каждый кабель может держать до 11,85 килоампер тока и создавать магнитное поле с индукцией 8,33 тесла, перпендикулярное плоскости кольца — для этого обмотка осуществляется вдоль, а не вокруг вакуумной трубы ускорителя. Полная энергия, запасённая в одном магните, составляет примерно 10 МДж. Каждый дипольный магнит имеет длину 15 метров и весит около 35 тонн.
Специальные фокусирующие магниты (всего 392 квадрупольных магнита) сдерживают поперечные колебания протонов, не давая им задевать стенки узкой (диаметром 5 см) вакуумной трубы. Особенно важна фокусировка пучков перед точками столкновений — до нескольких сотых долей миллиметра — поскольку это обеспечивает высокую светимость коллайдера. Квадрупольные магниты, в отличие от обычной оптической линзы, могут фокусировать пучок в вертикальной плоскости, дефокусируя его в горизонтальной, или наоборот, поэтому для фокусировки пучка в обоих направлениях требуется использовать комбинацию из нескольких квадрупольных магнитов разного действия. Эти магниты длиной свыше трёх метров создают внутри вакуумной трубы градиент магнитного поля 223 тесла/метр.
Наконец, в месте инжекции протонов в кольцо LHC (2 и 8 октанты), а также в точке сброса пучка (6 октант) стоят специальные магниты — кикеры (англ. kickers) и септумы (англ. septa). В ходе нормальной работы БАК они выключены, а включаются только в тот момент, когда очередной сгусток протонов вбрасывается в коллайдер из предварительного ускорителя или же когда пучок выводится из ускорителя. Главная особенность этих магнитов в том, что они включаются примерно за 3 микросекунды — это намного меньше, чем время полного оборота пучка по LHC. Например, в случае обнаружения системой слежения за пучком его выхода из-под контроля, эти магниты включаются в 6 октанте и быстро выводят пучок из ускорителя.

### Ускорение частиц в коллайдере
Ускоритель рассчитывался на столкновения протонов с суммарной энергией 14 ТэВ в системе центра масс налетающих частиц, а также на столкновения ядер свинца с энергией 1150 ТэВ или 10 ТэВ на каждую пару сталкивающихся нуклонов. Разгон частиц до таких больших энергий достигается в несколько этапов:
- Протоны добываются из газообразного водорода посредством ионизации. Атомы свинца также ионизируются — с помощью электрического тока, находясь в состоянии пара, будучи нагретыми до 800 °C; при этом образуются различные зарядовые состояния, но больше всего ионов Pb29+, которые и отбираются для дальнейшего ускорения.
- Низкоэнергетичный линейный ускоритель Linac 2[англ.][прим. 2] разгоняет протоны до энергии 50 МэВ, что соответствует скорости 0,314 c. Ионы свинца же сперва ускоряются другим линейным ускорителем, Linac 3, до 4,2 МэВ/нуклон, затем при прохождении через углеродную фольгу ионизируются далее до состояния Pb54+.
- Производится инжекция протонов, сгруппированных в сгустки[прим. 3], в бустер протонного синхротрона (PS), в котором они приобретают энергию 1,4 ГэВ (0,916 c). Для пучка Pb54+ следующий этап ускорения перед попаданием в PS — до 72 МэВ/нуклон — реализуется в ионном кольце низких энергий[англ.].
- В самом PS энергия протонов доводится до 25 ГэВ (что соответствует 0,9993 c), а ионов свинца — до 5,9 ГэВ/нуклон.
- Ускорение частиц продолжается в кольцевом ускорителе SPS (протонный суперсинхротрон), где каждая из частиц сгустка протонов приобретает энергию 450 ГэВ (0,999998 c). Ионный пучок же, пройдя через вторую фольгу и ионизировавшись полностью до состояния Pb29+, ускоряется в SPS до 177 ГэВ/нуклон.
- Затем протонный или ионный пучок переводится в главное 26,7-километровое кольцо — как в направлении по часовой стрелке, так и в обратном. Энергия протонов доводится до максимальных 7 ТэВ (0,999999991 c) в течение 20 минут — этот разгон происходит во время пролёта протонов сквозь несколько резонаторов, установленных в 4 октанте. Ионы же разгоняются в главном кольце до 2,56 ТэВ/нуклон.

Далее пучки могут циркулировать в основном кольце LHC в нормальном режиме в течение часов, сгустки в них располагаются в постоянных позициях относительно друг друга. Два встречных пучка протонов при полном заполнении могут содержать 2808 сгустков каждый, в свою очередь, в каждом сгустке — по 100 миллиардов протонов. Сгустки проходят полный круг ускорителя менее, чем за 0,0001 сек, совершая, таким образом, свыше 10 тысяч оборотов в секунду. В процессе ускорения протоны испытывают перегрузки ~1020 g. В каждом ионном сгустке же содержится по 70 миллионов ядер свинца, а их максимальное число в главном кольце — 700. В заданный момент времени встречные пучки отклоняются так, чтобы сталкиваться в той или иной точке кольца, таким образом, чтобы она находилось внутри нужного детектора, регистрирующего образованные в результате столкновений частицы. Для предупреждения негативных последствий отклонения частиц в поперечной плоскости от идеальной траектории формирующееся при этом гало пучка механически отсекается с помощью коллиматоров — эти системы чистки пучка установлены в октантах 3 и 7. В октанте 6 расположена система сброса пучка: в ней размещены быстрые магниты, которые при необходимости включаются на очень короткое время (порядка нескольких микросекунд) и слегка отклоняют пучок, в результате чего протоны сходят с круговой орбиты, затем пучок дефокусируется, по специальному каналу уходит от ускорителя и в отдельном зале безопасно поглощается массивными карбон-композитными блоками. Сброс пучка необходим как в экстренном случае — сбоя в управляющей магнитной системе или слишком сильного отклонения траектории пучка от расчётной — так и в штатном режиме каждые несколько десятков часов при нормальной работе ускорителя, когда пучок ослабевает.

### Детекторы
На БАК работают 4 основных и 3 вспомогательных детектора:
- ALICE (A Large Ion Collider Experiment)
- ATLAS (A Toroidal LHC ApparatuS)
- CMS (Compact Muon Solenoid)
- LHCb (The Large Hadron Collider beauty experiment)
- TOTEM (TOTal Elastic and diffractive cross section Measurement)
- LHCf (The Large Hadron Collider forward)
- MoEDAL (Monopole and Exotics Detector At the LHC).

ATLAS, CMS, ALICE, LHCb — большие детекторы, расположенные вокруг точек столкновения пучков. Детекторы TOTEM и LHCf — вспомогательные, находятся на удалении в несколько десятков метров от точек пересечения пучков, занимаемых детекторами CMS и ATLAS соответственно, и используются попутно с основными.
Детекторы ATLAS и CMS — детекторы общего назначения, предназначены для поиска бозона Хиггса и «нестандартной физики», в частности тёмной материи, ALICE — для изучения кварк-глюонной плазмы в столкновениях тяжёлых ионов свинца, LHCb — для исследования физики b-кварков, что позволит лучше понять различия между материей и антиматерией, TOTEM — предназначен для изучения рассеяния частиц на малые углы, таких, которые происходят при близких пролётах без столкновений (так называемые несталкивающиеся частицы, forward particles), что позволяет точнее измерить размер протонов, а также контролировать светимость коллайдера, и, наконец, LHCf — для исследования космических лучей, моделируемых с помощью тех же несталкивающихся частиц.
С работой БАК связан также седьмой, совсем незначительный в плане бюджета и сложности, детектор (эксперимент) MoEDAL, предназначенный для поиска медленно движущихся тяжёлых частиц.
Во время работы коллайдера столкновения проводятся одновременно во всех четырёх точках пересечения пучков, независимо от типа ускоряемых частиц (протоны или ядра). При этом все детекторы одновременно набирают статистику.

### Потребление энергии
Во время работы коллайдера расчётное потребление энергии составит 180 МВт. Предположительные энергозатраты всего ЦЕРН на 2009 год с учётом работающего коллайдера — 1000 ГВт·ч, из которых 700 ГВт·ч придётся на долю ускорителя. Эти энергозатраты — около 10 % от общего годового энергопотребления кантона Женева. Сам ЦЕРН не производит энергию, имея лишь резервные дизельные генераторы.
В сентябре 2022 году Wall Street Journal сообщил о планах ЦЕРН по отключению некоторых ускорителей частиц или даже Большого адронного коллайдера в периоды пикового спроса на электроэнергию из-за дефицита в связи с остановкой поставок российского газа.

### Распределённые вычисления
Для управления, хранения и обработки данных, которые будут поступать с ускорителя БАК и детекторов, создаётся распределённая вычислительная сеть LCG (англ. LHC Computing GRID), использующая технологию грид. Для определённых вычислительных задач (расчёт и корректировка параметров магнитов путём моделирования движения протонов в магнитном поле) задействован проект распределённых вычислений LHC@home. Также рассматривалась возможность использования проекта LHC@home для обработки полученных экспериментальных данных, однако основные сложности связаны с большим объёмом информации, необходимым для передачи на удалённые компьютеры (сотни гигабайт). В рамках проекта распределённых вычислений LHC@Home 2.0 (Test4Theory) производится моделирование столкновений пучков протонов с целью сопоставления полученных модельных и экспериментальных данных.

## Отражение в искусстве
- В книге фантаста Макса Острогина «Большая Красная Кнопка» рассказывается о наступлении апокалипсиса после включения на полную мощность коллайдера[источник не указан 1563 дня].
- В ЦЕРН есть филк-группа Les Horribles Cernettes, аббревиатура которой совпадает с аббревиатурой БАК (LHC). Первая песня этого коллектива «Collider» была посвящена парню, который забыл о своей девушке, будучи увлечён созданием коллайдера[92].
- В четвёртом сезоне научно-фантастического телесериала «Лексс» главные герои оказываются на Земле. Обнаруживается, что Земля относится к планетам «типа 13» на последней стадии развития. Планеты типа 13 всегда уничтожают себя сами, в результате войн или неудачного опыта по определению массы бозона Хиггса на сверхмощном ускорителе элементарных частиц.
- В шестой серии тринадцатого сезона мультсериала «Южный парк» с помощью магнита из Большого адронного коллайдера была достигнута сверхсветовая скорость на конкурсе Дерби соснового леса (Pinewood Derby).
- В книге Дена Брауна «Ангелы и демоны» антивещество из Большого адронного коллайдера было украдено, и похитители хотели взорвать с помощью него Ватикан.
- В фильме «Конец света» (производства Би-би-си) последним из четырёх наиболее вероятных сценариев апокалипсиса являлся взрыв при запуске новейшего ускорителя элементарных частиц, повлёкший за собой образование чёрной дыры. Но приглашённые эксперты утверждают, что вероятность катастрофы раздута «жёлтой прессой», в то время как вероятность образования цунами, падения астероида или смертельной эпидемии гораздо выше.
- В 13 серии 1 сезона научно-фантастического сериала «Одиссея 5» главные герои попадают в ЦЕРН, где местные учёные и сотрудники уверяют, что БАК полностью безопасен, основываясь на предварительных расчётах. Однако, как выяснилось позже, одна из форм киберразума взломала и проникла в главный компьютер ЦЕРН и подделала общие расчёты. Выяснив это, основываясь на новых верных расчётах, учёные выясняют, что существует большая вероятность появления страпелек в коллайдере, что неизбежно приведёт к концу света.
- В испанском телесериале «Ковчег» и его российском варианте «Корабль» из-за взрыва БАК все континенты ушли под воду. В одной из серии мультсериала «Американский папаша», тоже может случится конец света из-за адронного коллайдера, но ни одна суша при этом не затонет.
- В визуальной новелле, аниме и манге «Steins;Gate» мощности БАКа использовались в качестве инструмента для сжатия данных человеческого мозга с целью дальнейшего перемещения этих данных во времени. Также, ЦЕРН выступает как организация-антагонист, создающая машину времени.
- В мультсериале «Футурама» профессор Фарнсворт покупает коллайдер в «ПИкее». Через некоторое время он заявляет: «суперколлайдер супервзорвался (в иных случаях планета бы погибла „простым щелчком“)».
- В книге Джо Холдемана «Бесконечный мир» описывается, в том числе, процесс создания гигантского ускорителя, запуск которого должен привести к большому взрыву, который породит новую вселенную, уничтожив при этом существующую.
- В компьютерной игре «Эврика!» одной из целей является возвращение БАК на Землю[источник не указан 3392 дня].
- В 2009 году Николай Полисский вместе с Никола-Ленивецкими промыслами сделал в центральном пространстве Музея современного искусства Люксембурга MUDAM инсталляцию из дерева и лозы, названную им «Большой адронный коллайдер»[93].
- Адронный коллайдер можно построить в игре «Rise of Nations».
- БАК упоминался в первой серии пятого сезона сериала «Во все тяжкие».
- В телесериале «Теория Большого взрыва» главные герои-физики часто упоминают БАК как место, где они очень хотели бы побывать. Причём нескольким всё-таки удалось побывать в Швейцарии и увидеть его.
- В градостроительном симуляторе Cities: Skylines адронный коллайдер появляется в качестве монумента.
- В видеоклипе на песню Redshift британской группы Enter Shikari БАК является создателем чёрной дыры.
- Четырнадцатый студийный альбом американской метал группы Megadeth носит название Super Collider, также БАК изображён на обложке альбома.

Научно-популярные фильмы
- «BBC: Машина Большого Взрыва» (англ. The Big Bang Machine) — научно-популярный фильм, Би-би-си, 2008 год.
- «Большой адронный коллайдер. Братство кольца» — научно-популярный фильм, 5 канал, 2010 год.
- «BBC. Horizon: Охота за бозоном Хиггса — спецвыпуск» / (англ. The Hunt for the Higgs — A Horizon Special) — научно-популярный фильм, 2012 год.
- «Наука 2.0. Точка взаимодействия. ЦЕРН» — научно-популярный фильм, ВГТРК, 2012 год.
- «Страсти по частицам / Particle Fever» — документальный фильм, 2013 год.
- «Наука 2.0. За гранью. Коллайдер» — документальный фильм, 2017 год.
- Google Street View в сентябре 2013 года получил панорамные снимки коллайдера[94].